# Edmund Weber (Journalist)
Edmund Weber (* 8. Mai 1900; † 20. Mai 1949) war ein österreichischer Journalist. Er war letzter Direktor der Amtlichen Nachrichtenstelle (ANA).

## Leben
Edmund Weber studierte Pädagogik, Germanistik und später Journalismus. Er war nach seinem Studienabschluss zunächst als freier Journalist für Tageszeitungen tätig sowie als Korrespondent für mehrere große katholische Auslandszeitungen. 1924 wurde er von Engelbert Dollfuß, mit dem er befreundet war, zum Leiter des Pressedienstes der niederösterreichischen landwirtschaftlichen Organisationen berufen. Zudem war er Pressekonsulent der Niederösterreichischen Landwirtschaftskammer, des Landwirtschaftsministeriums und der Österreichischen Bundesbauernschaftsführung tätig. 1926 übernahm er die Leitung der neu gegründeten „Agrarische Nachrichtenzentrale“, um kurz darauf Direktor des Agrarverlages zu werden.
Am 11. April 1933 wurde Weber durch Dollfuß zum Direktor der Amtlichen Nachrichtenstelle (ANA), dem österreichischen Bundespressedienst, ernannt. Gleichzeitig übernahm er die Herausgeberschaft der „Politischen Korrespondenz“ und der „Österreichischen Woche“. Weber wurde 1935 erstes geschäftsführendes Mitglied der Österreichischen Gesellschaft für Zeitungskunde. Edmund Weber war Mitglied der K.Ö.St.V. Nibelungia Wien (NBW) im MKV und seit 1937 Ehrenmitglied der K.Ö.H.V. Amelungia Wien und der K.Ö.H.V. Franco-Bavaria Wien im ÖCV. Zudem war er engagiertes Mitglied des Führerrates der Vaterländischen Front.
Nach dem „Anschluss“ Österreichs an das Deutsche Reich wurde er am 12. März 1938 „aus politischen Gründen“ als Direktor der ANA entlassen und durch Gerhard Aichinger ersetzt. Am 15. März 1938 wurde er in „Schutzhaft“ genommen und im KZ Dachau interniert. Am 19. Dezember 1940 erfolgte eine Verurteilung wegen Untreue durch das Landgericht Wien „zu 2 Jahren schweren Kerker, verschärft durch ein hartes Lager“. Am 20. Dezember 1941 wurde er entlassen und kurz darauf am 9. Januar 1942 als Soldat einberufen.
Nach dem Ende des Zweiten Weltkrieges war Weber Leiter des Pressereferates der Österreichischen Volkspartei (ÖVP) und Chefredakteur des Kleinen Volksblattes. Zudem war er Generalsekretär des Österreichischen Verlages und Aufsichtsrat der APA.
Er starb an den Folgen der KZ-Haft.

## Schriften
- Josef Sturm, Edmund Weber: Josef Steininger, der erste Bauernorganisator Niederösterreichs. Agrarverlag, Wien 1929.
- Edmund Weber: Aus der Geschichte d. N.-ö. Landes-Landwirtschaftskammer: Eine Übersicht. Agrarverlag, Wien 1932.
- Edmund Weber (Hrsg.): Dollfuß an Oesterreich. Eines Mannes Wort und Ziel. Reinhold, Wien 1935.